# Гуменюк Микола Олександрович
Мико́ла Олекса́ндрович Гуменю́к (23 травня 1993 — 28 серпня 2014) — український військовик, солдат Збройних сил України, учасник російсько-української війни.

## Життєпис
Народився 1993 року в селі Птича (Дубенський район, Рівненська область); закінчив місцеву школу. Коли навчався в молодших класах, трагічно загинув батько. Займався автомобілями і тракторами; ремонтував. Здобув освіту в Мирогощанському аграрному коледжі; зустрічався із сусідською дівчиною, планували побратися.
Мобілізований у квітні 2014-го, солдат, водій 51-ї окремої механізованої бригади, ремонтна рота ремонтно-відновлюваного батальйону.
У серпні перебував удома в короткотерміновій відпустці, повернувся до підрозділу.
Загинув 28 серпня 2014 р. внаслідок обстрілу російських військ, на південній околиці с. Новокатеринівка, Старобешівський район, Донецька область, намагаючись доставити боєприпаси оточеним українським військовим в Іловайську. Разом з Миколою загинув солдат Юрій Чижов. Вони повернулися і рушили знову в оточений Іловайськ, знаючи на що йдуть.
Вважався зниклим безвісти. Тіло підібрала 1 вересня 2014 р. група медиків та військовиків полковника Палагнюка. Був похований 10 жовтня 2014 року на Краснопільському цвинтарі (ділянка № 79) як тимчасово невстановлений захисник України. Ідентифікований за ДНК й визнаний загиблим слідчими органами, про що складено відповідну постанову.
3 серпня 2018 року відбулось прощання у м. Дубно та перепоховання на кладовищі рідного села Птича.
Без Миколи лишились мама та брат Максим.

## Нагороди та вшанування
- 17 травня 2019 року, Указом Президента України № 270/2019 «Про відзначення державними нагородами України», за значні особисті заслуги у захисті державного суверенітету та територіальної цілісності України, нагороджений орденом «За мужність» ІІІ ступеня (посмертно).[5]
- Його портрет розміщений на меморіалі «Стіна пам'яті полеглих за Україну» у Києві: секція 3, ряд 4, місце 25
- Вшановується 29 серпня на щоденному ранковому церемоніалі вшанування українських захисників, які загинули цього дня у різні роки внаслідок російської збройної агресії[6]
- в школі села Птича відкрито меморіальну дошку честі Миколи Гуменюка